# العلاقات التنزانية القرغيزستانية
العلاقات التنزانية القيرغيزستانية هي العلاقات الثنائية التي تجمع بين تنزانيا وقيرغيزستان.

## مقارنة بين البلدين
هذه مقارنة عامة ومرجعية للدولتين:
| وجه المقارنة                                              | تنزانيا                        | قيرغيزستان                      |
| --------------------------------------------------------- | ------------------------------ | ------------------------------- |
| المساحة (كم2)                                             | 947.30 ألف                     | 199.95 ألف                      |
| عدد السكان (نسمة)                                         | 57.31 مليون                    | 6.20 مليون                      |
| الكثافة السكانية (ن./كم²)                                 | 60.5                           | 31.01                           |
| العاصمة                                                   | دودوما                         | بيشكك                           |
| اللغة الرسمية                                             | اللغة السواحلية، لغة إنجليزية  | اللغة الروسية، اللغة القيرغيزية |
| العملة                                                    | شيلينغ تانزاني                 | سوم قيرغيزستاني                 |
| الناتج المحلي الإجمالي (بليون دولار)                      | 52.09 مليار                    | 7.56 مليار                      |
| الناتج المحلي الإجمالي (تعادل القوة الشرائية) بليون دولار | 138.73 مليار                   | 20.45 مليار                     |
| الناتج المحلي الإجمالي الاسمي للفرد دولار أمريكي          | 878                            | 1.10 ألف                        |
| الناتج المحلي الإجمالي للفرد دولار أمريكي                 | 2.54 ألف                       |                                 |
| مؤشر التنمية البشرية                                      | 0.521                          | 0.655                           |
| رمز المكالمات الدولي                                      | +255                           | +996                            |
| رمز الإنترنت                                              | .tz                            | .kg                             |
| المنطقة الزمنية                                           | ت ع م+03:00، توقيت شرق أفريقيا | ت ع م+06:00                     |

## منظمات دولية مشتركة
يشترك البلدان في عضوية مجموعة من المنظمات الدولية، منها:
| علم المنظمة | اسم المنظمة                                                | تاريخ انضمام تنزانيا | تاريخ انضمام قيرغيزستان |
| ----------- | ---------------------------------------------------------- | -------------------- | ----------------------- |
|             | مؤسسة التنمية الدولية                                      | 6 نوفمبر 1962        | 24 سبتمبر 1992          |
|             | يونسكو                                                     | 6 مارس 1962          | 2 يونيو 1992            |
|             | وكالة ضمان الاستثمار متعدد الأطراف                         | 19 يونيو 1992        | 21 سبتمبر 1993          |
|             | الأمم المتحدة                                              | 14 ديسمبر 1961       | 2 مارس 1992             |
|             | العملية المشتركة للاتحاد الأفريقي والأمم المتحدة في دارفور | ?                    | ?                       |
|             | الاتحاد البريدي العالمي                                    | ?                    | ?                       |
|             | البنك الدولي للإنشاء والتعمير                              | 10 سبتمبر 1962       | 18 سبتمبر 1992          |
|             | الاتحاد الدولي للاتصالات                                   | 31 أكتوبر 1962       | 20 يناير 1994           |
|             | منظمة حظر الأسلحة الكيميائية                               | ?                    | ?                       |
|             | مؤسسة التمويل الدولية                                      | 10 سبتمبر 1962       | 11 فبراير 1993          |
|             | منظمة التجارة العالمية                                     | 1995                 | ?                       |
|             | منظمة الشرطة الجنائية الدولية                              | ?                    | ?                       |

## وصلات خارجية
- موقع وزارة الخارجية التنزانية
- موقع وزارة الخارجية القيرغيزستانية